# Volksglaube
Der Begriff Volksglaube findet sich in der deutschsprachigen Geisteswissenschaft seit dem späten 18. Jahrhundert. Oft wird er synonym zum pejorativ besetzen Begriff Aberglauben verwendet, also auf als heidnisch oder okkult empfundene Überzeugungen und Handlungen bezogen. Andere Autoren bezeichnen mit Volksglauben die so genannte Volksfrömmigkeit, also vom kirchlichen Lehramt nicht vorgesehene, aber sanktionierte oder geduldete Glaubenspraktiken. Im Laufe der andauernden Diskussion um den Begriff und seine Tauglichkeit wurden auch Definitionen versucht, welche die Gesamtheit der Erscheinungsformen eines regional verbreiteten Glaubens neutral und umfassend einschließen sollten; so definiert etwa das Wörterbuch der Deutschen Volkskunde von Oswald A. Erich und Richard Beitl Volksglaube als „das, was das Volk zumal in Bezug auf die außer- und übernatürliche Welt für wahr hält“, wozu letztlich nicht nur religiöse Glaubensinhalte, sondern unter anderem auch außerwissenschaftliche Vorstellungen von Heilpraktiken zählen.

## Begriffsgeschichte
Der Begriff ist wie Volkslied und Volksgeist eines der vielen Komposita auf Volk-, die durch das Werk Johann Gottfried Herders weite Verbreitung fanden. Bei Herder steht das Wort jedoch noch nicht für die Eigenart eines Volkes, sondern quasi als menschliche Universalie: So gilt ihm die Vorstellung von der Unsterblichkeit der Seele „als allgemeiner Volksglaube auf der Erde, das Einzige, das den Menschen im Tode vom Thier unterscheidet“, und das Christentum als „Volksglaube […], der alle Völker zu Einem Volk machte.“ Von Herders Vorstellung, dass sich gerade in der gemeinen, von der Aufklärung unberührten Landbevölkerung die charakteristischen Eigenarten eines Volkes in reiner Form zeigten, leitet sich die Aneignung des Begriffs durch die deutsche Romantik her. So verdeutlichte Friedrich Carl von Savigny, der Begründer der historischen Rechtsschule, 1814 in seiner Streitschrift Vom Beruf unserer Zeit seine Rechtsauffassung mit der berühmten Formulierung, dass alles Recht 

„erst durch Sitte und Volksglaube, dann durch Jurisprudenz erzeugt wird, überall also durch innere, stillwirkende Kräfte, nicht durch die Willkühr eines Gesetzgebers.“

Der „Volksglaube“ ist mithin all das, was das Volk in stiller Übereinkunft von jeher als rechtens empfindet.
Eine negative Konnotation trägt das Wort im Werk von Jacob Grimm, was mit dessen streng protestantischer Weltsicht zusammenhängen mag, die ihm anderen Weltsichten gegenüber nur wenig Verständnis aufzubringen erlaubte. So verwendet er in seiner Deutschen Mythologie „Volksglauben“ unterschiedslos neben „Aberglauben“ für magische Praktiken, in denen er Relikte einer germanisch-vorchristlichen Vorstellungswelt sah. Im Deutschen Wörterbuch wird so zwar zunächst im Herderschen Sinne ausgeführt, Volksglaube bezeichne die im volke lebenden vorstellungen über das verhältnis des menschen zu welt und gott; die volksthümliche form der religion; sowie allgemein jedes fürwahrhalten […], das im volke sich zeigt: (das christenthum). Im engeren Sinne bezeichne es jedoch die vorstellungen, die aus alter, grösztentheils heidnischer zeit stammen und vom rationalismus als aberglauben bezeichnet werden.
In der Volkskunde setzte sich die Diskussion um die Begrifflichkeiten im 19. und 20. Jahrhundert fort. Einerseits vermieden viele Volkskundler zunehmend den Begriff „Aberglaube“, da dieser eine pejorative Konnotation trägt und somit ein Werturteil ausspreche, das eine objektive Beschreibung verunmögliche. Diese Diskussion ging der Titelwahl eines der ehrgeizigsten volkskundlichen Projekte des 20. Jahrhunderts voraus, dem Handwörterbuch des deutschen Aberglaubens (1927–1942). Im Vorwort äußerten die Herausgeber ihre Ansicht, dass ihnen der Begriff Volksglaube „mißlich“ erscheine,

„denn unter ‚Volksglauben‘ müssen wir doch den ganzen Umfang der religiösen Betätigungen und Empfindungen des Volkes verstehen, seine Auffassung und Gestaltung des Christentums mindestens in gleichem Maße wie die vor- und nebenchristlichen Rudimente, die es sich bewahrt hat. Im ‚Volksglauben‘ scheinen uns die christlichen Bestandteile einen weit breiteren und wesentlicheren Umfang einzunehmen als im sog. ‚Aberglauben.‘“

Andererseits schien vielen die Bezeichnung magischer Praktiken oder Handlungen, die in Konkurrenz oder Gegensatz zum Anspruch des christlichen Glaubens standen, als eigentlicher „Volksglauben“, problematisch. In der heutigen volkskundlichen Forschung hat sich für den hier beschriebenen Grenzbereich zwischen kirchlichem und magischem Glauben jedoch zunehmend der Begriff der „Volksfrömmigkeit“ durchgesetzt.